# Aulus Septicius Salvus
Aulus Septicius Salvus war ein antiker römischer Goldschmied, der im ersten Drittel des 1. Jahrhunderts in Rom tätig war.
Septicius ist nur noch aufgrund seiner Grabinschrift bekannt. Laut dieser war er ein Freigelassener eines Aulus Septicius, das Cognomen Salvus dürfte sein vormaliger Sklavenname gewesen sein. Wie viele andere der namentlich bekannten Gold- und Silberschmiede seiner Zeit hatte er seine Ladenwerkstatt an der Via Sacra in Rom.
Die aufgelöste Inschrift lautet:
Die Berufsbezeichnung auri acceptor – Goldempfänger – ist neben faber argentarius, faber aurarius und aurifex eine von vier üblichen Benennungen von Goldschmieden, kann wohl aber auch Goldhändler bedeuten.
Möglicherweise ist Aulus Septicius Salvus mit dem Septicius Salvus identisch, der für eine Freigelassene mit dem Namen Septicia, die gemeinsam mit ihm freigelassen wurde, in deren Andenken eine Olla weihte. Auf dem Gefäß findet sich die Inschrift: